# Bettola

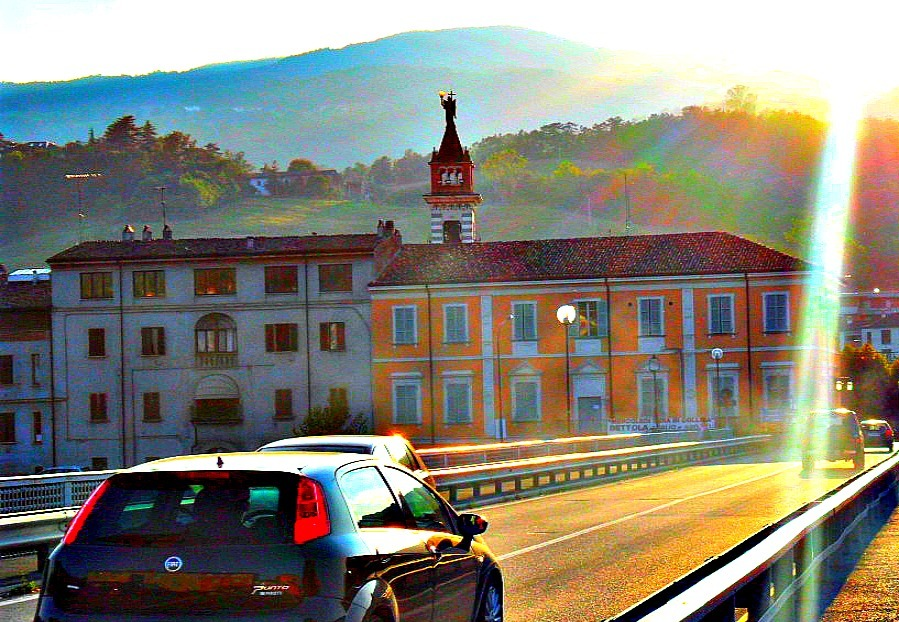
Blick auf Bettola von der Brücke über den Nure aus

Bettola ist eine italienische Gemeinde (comune) mit 2646 Einwohnern (Stand 31. Dezember 2023) in der Provinz Piacenza in der Emilia-Romagna. Die Gemeinde liegt etwa 33 Kilometer südsüdwestlich von Piacenza am Nure und ist Teil der Comunità Montana valli del Nure e dell'Arda.

## Persönlichkeiten
- Pier Luigi Bersani (* 1951), früherer Minister und Generalsekretär der Partito Democratico
- Lazare Ponticelli (1897–2008), letzter Veteran des Ersten Weltkriegs

## Verkehr
Durch die Gemeinde führt die frühere Strada Statale 654 di Val Nure (heute: Provinzstraße) von Piacenza nach Rezzoaglio. Der frühere Bahnhof, ein Endbahnhof an der Strecke Piacenza–Bettola, wurde 1967 mit der Strecke stillgelegt.

## Massaker am 24. Juni 1944
Am Abend des 23. Juni 1944 verübte eine kleine Gruppe von Partisanen einen Anschlag auf die über den Crostolo führende Brücke in Bettola. Sie wurde dabei von einer Streife deutscher Soldaten in ein Gefecht verwickelt, bei dem einige der Soldaten getötet wurden. Bei der am 24. Juni folgenden Racheaktion wurden Bewohner des kleinen Ortes ermordet und Häuser verbrannt; nur einige überlebten, darunter die 11-jährige Liliane del Monte. Das Mädchen rettete sich mit einem Sprung aus dem Fenster des brennenden Hauses, wurde von einem der Soldaten gefasst und erneut in ein brennendes Gebäude geworfen. Es konnte sich erneut aus dem Feuer retten. Insgesamt starben bei dem Massaker 32 Menschen.